# Calcarul numulitic de la Albești
Calcarul numulitic de la Albești este o arie protejată de interes național ce corespunde categoriei a III-a IUCN (rezervație naturală de tip geologic și paleontologic), situată în județul Argeș, pe teritoriul administrativ al comunei Albeștii de Muscel.

## Descriere
Rezervația naturală declarată arie protejată prin Legea Nr.5 din 6 martie 2000, se află în partea sud-estică, în imediata apropiere a satului Albești, Argeș și se întinde pe o suprafață de 1,50 hectare.
Aria naturală declarată monument al naturii, reprezintă o zonă unde se găsesc resturi fosile de vertebrate și nevertebrate (colți de rechin, echinoderme, brahiopode, foraminifere) atribuite eocenului, depozitate în calcare numulitice, de culoare alb-cenușii -  cenușiu-roșiatice.